# ريوجي كاتو
ريوجي كاتو (باليابانية: 加藤 竜二) (24 ديسمبر 1969 في طوكيو في اليابان – )؛ هو لاعب كرة قدم ياباني سابق كان يلعب كحارس مرمى.

## وصلات خارجية
- ريوجي كاتو على موقع رابطة كرة القدم اليابانية للمحترفين (اليابانية)
- ريوجي كاتو على موقع قاعدة بيانات كرة القدم.إي يو (الإنجليزية)
- ريوجي كاتو على موقع Soccerway.com (الإنجليزية)
- ريوجي كاتو على موقع عالم كرة القدم.نت (الإنجليزية)